# Marek Dąbrowski
Marek Roman Dąbrowski (Gliwice, 28 novembre 1949) è un ex schermidore polacco, vincitore di una medaglia d'oro nella scherma ai giochi olimpici.